# 奧克利 (愛達荷州)
奧克利（英語：Oakley）是一個位於美國愛達荷州喀細亞縣的城市。

## 地理
奧克利的座標為42°14′32″N 113°52′51″W / 42.24222°N 113.88083°W，而該地的平均海拔高度為1390米（即4570英尺）。

## 人口
根據2010年美國人口普查的數據，奧克利的面積為11.98平方千米，當中陸地面積為11.98平方千米，而水域面積為0.00平方千米。當地共有人口763人，而人口密度為每平方千米63.69人。